# Albrecht Gustav Kraus
Albrecht Gustav Kraus (* 13. Juli 1812 in Hanau; † 24. November 1883 ebenda) war ein deutscher Jurist, Mitglied der Kurhessischen Ständeversammlung und als Landtagskommissar Vertreter des Landesherrn in dem Parlament. 

## Leben
Albrecht Gustav Kraus absolvierte ein Studium der Rechtswissenschaften und war 1836 als Advokat beim Justizamt Schlüchtern tätig.
1848 wurde er als Justizbeamter in Frankfurt-Bockenheim zum Leiter der Untersuchungen gegen die Mörder des rechtsliberalen Politikers Felix von Lichnowsky und des liberalen Generalmajors Hans von Auerswald bestellt.
Der spätere Prozess endete mit mehrjährigen Zuchthausstrafen für die Angeklagten Philipp Rückert, Henriette Zobel und Georg Andreas Nispel.
1849 wurde Kraus Oberappellationsgerichtsassessor am Oberappellationsgericht Kassel und 1862 als vortragender Rat im Finanzministerium zum Oberappellationsgerichtsrat bestellt und ernannt.
Dieses Amt übte er bis 1866 aus.
Im März 1849 wurde er Mitglied im 11. Landtag der kurhessischen Ständeversammlung, gewählt aus dem Wahlkreis Schlüchtern.
1860 wurde er zum Kommissar des 16. Landtags ernannt.